# René Casados
René Casados (Mamey la Mar, Veracruz, 21 de octubre de 1961) es un actor y analista político mexicano. Es licenciado en Ciencias Políticas y Administración Pública de la Facultad de Ciencias Políticas y Sociales de la Universidad Nacional Autónoma de México. Se inició como actor a mediados de la década del 1970 trabajando en el cine, la televisión y el teatro. Trabajó como presentador junto a Erika Buenfil en el programa XE-TU. Está casado con Rosa Adriana Ojeda y tiene dos hijas.

## Filmografía

### Telenovelas
- El ángel de Aurora (2024).... Juventino Macías "El Pintas" (villano)
- Corazón guerrero (2022).... Heriberto Villalba[2]
- Mi fortuna es amarte (2022)... Eleodoro Flores
- ¿Qué le pasa a mi familia? (2021).... Wenceslao Rueda (villano)[3]
- Juntos el corazón nunca se equivoca (2019).... Audifaz Córcega Sierra
- Mi marido tiene familia (2017-2019).... Audifaz Córcega Sierra
- Las amazonas (2016).... Eduardo Mendoza Castro
- Mi corazón es tuyo (2014-2015).... Bruno Romero
- La tempestad (2013).... Claudio Petrone
- Abismo de pasión (2012).... Padre Guadalupe "Lupe" Mondragón
- Cuando me enamoro (2010-2011).... Gonzalo Monterrubio
- Corazón salvaje (2009-2010).... Noel Vidal
- Fuego en la sangre (2008).... Padre Tadeo
- Mundo de fieras (2006-2007).... Nicolás Navarro
- La madrastra (2005).... Bruno Mendizábal (villano)
- Corazones al límite (2004).... Dante Lacalfari
- Amarte es mi pecado (2004).... Juan Carlos Orellana
- Clase 406 (2003) Telenovela.... Manolo Cayetano Catasús
- ¡Vivan los niños! (2002-2003).... Sr. Cuéllar
- María Belén (2001) Telenovela.... Jorge
- Abrázame muy fuerte (2000-2001).... Francisco José Bravo / Fernando Joaquín
- Ramona (2000).... Angus O'Faill
- Cuento de Navidad (1999-2000).... Rodrigo Félix
- Tres mujeres (1999-2000).... Leonardo Marcos (villano)
- Ángela (1998-1999).... Alfonso Molina
- Preciosa (1998).... El Gran Sabú
- La jaula de oro  (1997).... Flavio Canet (villano principal)
- La antorcha encendida (1996).... Agustín de Iturbide
- Dos vidas (1988).... Dino
- Extraños caminos del amor (1981).... Miguel (villano)
- Muchacha de barrio (1979)... Ernesto
- La hora del silencio (1978)

### Cine
- MexZombies (2022) .... Vecino prepotente
- Mejor es que Gabriela no se muera (2007) .... Abigail
- El tonto que hacía milagros (1984) .... Julio
- Se me sale cuando me río (1983)
- Aborto: Canto a la vida (1983) .... Roberto del Mazo (Beto)
- El testamento (1981) .... Obrero joven
- La leyenda de Rodrigo (1981)
- El fantasma del lago (1981)
- El sexo me da risa (1979)
- El rediezcubrimiento de México (1979) .... Tomasín
- La hora del jaguar (1978) .... Mario
- La güera Rodríguez (1978) .... Simón Bolívar
- La viuda negra (1977)
- Pedro Páramo (1977) .... Miguel Páramo

### Teatro
- Gran musical (2003)
- Aborto canta a la vida (1988)

### Series
- Glam Girls (2009)
- Mujeres asesinas (2009)

### Programas de televisión
- XE-TU (1982-1987)
- Picardía mexicana (1997-2000)
- Bailando por un sueño (México) (2005)
- Mujer, casos de la vida real  (2005-2007) último programa.

## Premios y nominaciones

### Premios TVyNovelas
| Año  | Categoría                 | Telenovela              | Resultado |
| ---- | ------------------------- | ----------------------- | --------- |
| 2019 | Mejor primer actor        | Mi marido tiene familia | Nominado  |
| 2015 | Mejor primer actor        | Mi corazón es tuyo      | Nominado  |
| 2011 | Mejor actor coprotagónico | Cuando me enamoro       | Nominado  |
| 2009 | Mejor actor coprotagónico | Fuego en la sangre      | Nominado  |
| 2006 | Mejor actor coprotagónico | La madrastra            | Nominado  |

### TV Adicto Golden Awards
| Año  | Categoría          | Telenovela       | Resultado |
| ---- | ------------------ | ---------------- | --------- |
| 2012 | Mejor primer actor | Abismo de pasión | Ganador   |

### Premios ACE
| Año  | Categoría                   | Telenovela   | Resultado |
| ---- | --------------------------- | ------------ | --------- |
| 2006 | Mejor Coactuación Masculina | La madrastra | Ganador   |